# Pan-latinisme

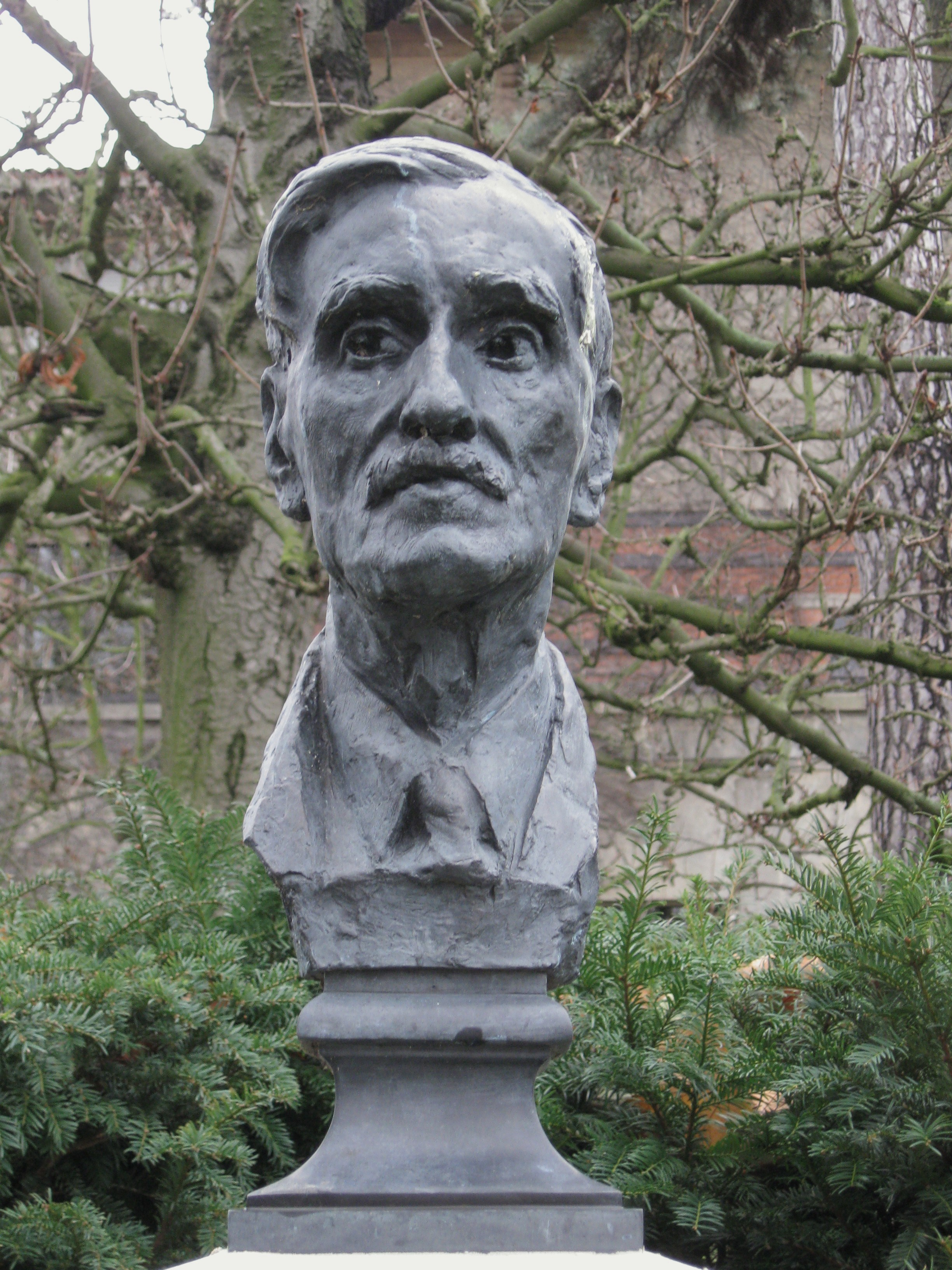
Buste de Jean Charles-Brun 1

Le pan-latinisme est une idéologie qui favorise l'unification des peuples latins.

## Histoire
Il a été prétendu que le pan-latinisme est né en Italie à l'époque médiévale avec le poète italien Dante Alighieri qui s'est prononcé en faveur de l'idée sous une forme impériale de domination du monde ou du moins européenne par les Latins. Le terme pan-latinisme a été inventé vers 1860 par l'écrivain colombien José María Torres Caicedo. Le pan-latinisme est né de l'idée d'une race latine commune.
Le pan-latinisme est apparu pour la première fois en France, en particulier sous l’influence de Michel Chevalier (1806-1879) qui a opposé les peuples « latins » des Amériques aux peuples « anglo-saxons » de la région. L'écrivain français du XIXe siècle Stendhal a parlé du latinisme en tant qu'idée impériale selon laquelle les Latins devraient gouverner leurs voisins non-latins. Il a ensuite été adopté par Napoléon III, qui a déclaré soutenir l’unité culturelle des peuples latins et a présenté la France comme le leader moderne des peuples latins afin de justifier l’intervention française dans la politique mexicaine ayant conduit à la création du Second Empire mexicain pro-français. En 1860, le linguiste français Cyprien Robert présente dans un livre intitulé Le Panlatinisme le projet de confédérer les peuples d'origine « gallo-latine », à savoir : la population des îles Britanniques, celle de la péninsule Ibérique, les Français, les Italiens, les Roumains, et même les Allemands de la rive gauche du Rhin. La réalisation de ce projet permettrait l'unité politique de l'Occident sous l'hégémonie incontestable de la France ; ce corps politique serait assez puissant pour s'opposer à la « menace panslaviste », ainsi que pour tenir tête aux Américains et aux Chinois.